# شهرستان هسکل (کانزاس)
شهرستان هسکل، کانزاس (به انگلیسی: Haskell County, Kansas) یک سکونتگاه مسکونی در ایالات متحده آمریکا است که در کانزاس واقع شده‌است.